# Калапара
Калапара (бенг. কলাপাড়া, англ. Kalapara) — город на юге Бангладеш, административный центр одноимённого подокруга. Площадь города равна 19,49 км². По данным переписи 2001 года, в городе проживало 16 330 человек, из которых мужчины составляли 55,18 %, женщины — соответственно 44,82 %. Плотность населения равнялась 838 чел. на 1 км². Уровень грамотности населения составлял 39,37 % (при среднем по Бангладеш показателе 43,1 %).